# 露脊鯨
露脊鯨是對真露脊鯨屬（學名：Eubalaena）的一支鯨類的统称，屬於鬚鯨小目、露脊鯨科，因无背鳍而得名。在广义上，露脊鲸也可泛指整個露脊鯨科，該科曾被認為僅存1属，即露脊鯨屬（Balaena），直到21世纪初的研究报告称，分布于北冰洋的北极露脊鲸（弓頭鯨）和其他海域的现生露脊鲸在头骨形状及系統發育上有一定差异，故将牠们分为2属：北极露脊鲸仍归于露脊鲸属，其他海域的露脊鲸则另置於真露脊鯨屬。現存的真露脊鯨被劃為3種：北大西洋露脊鯨生活在北大西洋，现存400餘頭；北太平洋露脊鯨生活在北太平洋，现存數量不詳；南露脊鯨生活在南半球的南部海域，现存10000餘頭。據美國學者 Rosenbaum 等人所做的一項研究，北太平洋露脊鯨和南露脊鯨的親緣關係比和北大西洋露脊鯨更為密切。
露脊鯨身躯肥硕，可達18米长，100噸重，是现存体型最大的动物类群之一。体呈黑色，頭部生有带斑点的大块黄灰色皮繭，为其显著特征。露脊鯨的英文名稱「right whale」源自捕鲸业，在捕鯨人眼里，露脊鯨正是他們“正確的捕獵對象”，因为露脊鯨常出沒於陸地視線範圍內的近岸淺海，且遊速較慢，易於追捕，加之體內儲有大量鯨脂，被殺死後尸體會浮上海面，可方便地收取、運輸其肉和脂肪等。由于数个世纪以来的肆意猎杀，露脊鲸的种群数量已大为减少。目前露脊鲸受到国际公约的保护，许多地区以賞鯨项目取代了捕鲸活动进行盈利。南露脊鲸因所处区域的人类活动相对较少，种群已恢复至稳定状态，世界自然保护联盟（IUCN）将其评估为无危物种。然而，北大西洋露脊鲸和北太平洋露脊鲸因数量过于稀少，同时易被船只和渔具误伤，生存状况依然严峻，分别被 IUCN 评估为极危和濒危物种。

## 分類
多年來科學家對於露脊鯨的物種數目有各種不同觀點，最近的遺傳學證據指出，露脊鯨科之下應可分為4种，而這些物種一般又分別歸類為2属。
真露脊鲸属包括了以下3个种：
- 南露脊鯨 Eubalaena australis (Desmoulins, 1822)
- 北大西洋露脊鯨 Eubalaena glacialis (Müller, 1776)
- 北太平洋露脊鯨 Eubalaena japonica (Lacépède, 1818)

自1821年約翰·愛德華·格雷發表其研究後，弓頭鯨一般被認為自成一屬，而另外3種露脊鲸則另組为真露脊鲸屬，但支持這種觀點的遺傳學證據並不多。與鬚鯨屬中的物種差異相較之下，弓頭鯨與其他露脊鯨之間的差異較小。因此在未來的分類中，2个屬的4個物種有很大概率被劃入同一屬中。
過去的專家們並不同意把3种真露脊鲸各分為不同的物種。在捕鲸业兴盛的時代，人們都認為所有露脊鯨是同一物種，後來的一些形態學上的差異，如南北半球族群間的頭骨形狀差異，顯示至少存在2個物種。人類所知從未有任何露脊鯨可以游越赤道的溫水帶去接觸另一族群，牠們厚而隔熱的鯨脂令牠們無法在溫暖的環境中将體內的熱量散發出去。
近年来，遺傳學研究顯示南北半球的露脊鲸族群已有300萬至1200萬年未混合雜交過，這證實南露脊鯨是獨立的物種。更驚人的是，後來人們找出北半球的太平洋和大西洋族群亦是獨立的物種，且北太平洋露脊鯨与南露脊鯨更为相似。不過1998年由 Rice 所作的物種名單仍維持兩種，到了2000年，Rosenbaum 與 Brownell 兩團隊對此提出質疑。2005年的《世界哺乳動物》（Mammal Species of the World）中列出了3個物種。

### 真露脊鯨屬三物種理論
大部分科學家都認為露脊鯨的三個群落其實是三種不同的物種，但由於沒有足夠的去氧核糖核酸變異作分析，科學家一直不知道這三個群落是什麼時候分出來的。
寄生在露脊鯨的皮上的鯨虱，血統與其寄生的露脊鯨的血統關係密切，由於鯨虱的繁殖速度遠遠比鯨快，因此牠們的去氧核糖核酸變異較大，可為科學家提供足夠的脫氧核糖核酸變異作分析。猶他大學的海洋生物學家測試過這些鯨虱的基因並確定牠們是在500－600萬年前分離出來，成為三個不同的物種的，而牠們同樣在11世紀的捕鯨活動開始之前數量都很多。牠們分離出來，成為三個群落，並居於美國的南和北部，然後赤道的酷熱把牠們分為南部和北部的族群。「這為露脊鯨三個群落的爭論劃上了句號。牠們的確是三個不同的物種。」這計劃的領導者 Jon Seger 告訴英國廣播公司的新聞報告說。

### 露脊鯨屬的化石記錄
現時在歐洲和北美洲共發現五個露脊鯨的化石，存在於中新世晚期到更新世早期。這五個記錄分別為五個物種——B. affinis、B. etrusca、B. montalionis、B. primigenius 和 B. prisca。

### 異名與俗名
由於捕鯨人已認識了露脊鯨數個世紀，因此人們亦給牠們起了很多名字。全世界不同的地方都會用這些不同的名字，反映出當時人們只認識這一種鯨。在赫爾曼·梅爾維爾的小說《白鯨記》中，作者說道：「漁民會定期捕獵鯨，以取得牠們的油，這種鯨被隨意稱為：鯨、格陵蘭鯨、黑鯨、巨鯨、露脊鯨。」
三個物種的物種層級異名為：
- 南露脊鯨（E. australis）：antarctica（Lesson, 1828）、antipodarum（Gray, 1843）、temminckii（Gray, 1864）
- 北大西洋露脊鯨（E. glacialis）：biscayensis（Eschricht, 1860）、nordcaper（Lacepede, 1804）
- 北太平洋露脊鯨（E. japonica）：sieboldii（Gray, 1864）

## 生理特徵
|  |
|  |
|  |

由於露脊鯨的頭部有硬皮，沒有背鰭，有長而呈弓狀的嘴巴，因此牠們很容易區別。露脊鯨身體呈深灰色到黑色，偶爾在腹部帶白斑。露脊鯨的硬皮呈白色，這不是天然的顏色，而是大量鯨虱群落。
成鯨長約12–20米，重50–90噸，普遍長約13–16米。其身軀極為粗壯，部分露脊鯨的粗達體長的60 %，其尾巴亦很寬闊（可達體長40 %）。北太平洋露脊鯨為三種露脊鯨中體型最大的，其中最大的可超過100噸重。
露脊鯨口中兩端各有約200－300条鯨鬚板，約2米長，被短毛覆蓋著，露脊鯨用其進食（見下：「食物」章節）。露脊鯨的睪丸比任何動物的都大，重約500公斤，是露脊鯨體重的1 %，即使其他鯨也都比牠們的小，這代表交配過程中精子之間的競爭極為重要。露脊鯨會噴出罕見的「V」字形水柱，這是因為其頭上的噴水孔很大。這些水柱高達海平面上5米。
雌鯨約在6－12歲性成熟，並會每3－5年生產一次。生殖和產子均會在冬季時進行。懷孕期為期約1年，而幼鯨出生時一般重1噸，長4－6米。露脊鯨出生後第一年生長迅速，體長可生長約一倍。八個月至一年後幼鯨便會斷奶，而以後生長的速度則視乎幼鯨在第二年是否還依賴母鯨。
人類對於露脊鯨的壽命還是所知的不多，因為牠們的數量少，科學家難以研究牠們。一頭雌北大西洋露脊鯨在1935年曾被攝到與其幼鯨在一起，後于1959、1980、1985及1992年又分別被拍攝到；其硬皮的樣式證實是同一露脊鯨。最後，牠於1995年再被拍攝到，並發現其頭部有一個致命的創傷，暫推測是被船撞擊而引起。該鯨活了約70年，而對弓頭鯨的研究顯示這年齡並非不合理，實際壽命不止於此。
露脊鯨游泳很慢，最快時也只是時速5海里，但其游泳技術高超，常會躍出海面、用尾巴拍打海面。像其他鬚鯨一樣，露脊鯨並不是群居性的，一個群落一般只有兩頭個體。更大的群落約12頭個體，但牠們並不會聯合在一起，且這大群落極為短暫。

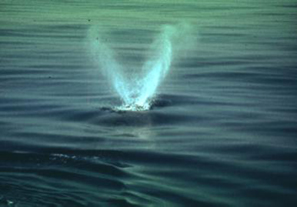
露脊鯨罕見的「V」字形水柱。

露脊鯨的唯一敵人是虎鯨和人類。當有危險時，一群露脊鯨會圍成一圈，尾巴朝外，以威懾住敵人。這種防禦並不是常常成功，偶爾幼鯨會被與母鯨分離並被殺。

## 食物
露脊鯨的食物主要為浮游生物、小魚和小甲殼動物如磷蝦和翼足類等繞足動物。當牠們的口張開時，牠們就是在進食浮游生物。水和食物都會一併進入露脊鯨的口，但只有水能穿過那些鬚，重回大海。因此，必須有大量的食物在一起才會引起露脊鯨的興趣。浮游生物會在海面、海底或甚至接近海底。

## 聲音製造與收聽
露脊鯨製造的聲音與其他鯨相比之下並不是太複雜。牠們會製造吱嘎聲和砰聲，一般約為500赫茲。人類暫時不知道其發聲的動機，但似乎是同一群落的鯨之間一種交流的方式。
發表於2003年12月的《皇家學會報告B》發現北露脊鯨會對一種像汽笛聲的高頻率聲音迅速地作出回應。在收到這種聲音之後牠們會迅速地游上海面。這項研究特別令人感興趣，因為眾所周知北露脊鯨不會理會大部分的聲音，包括靠近船隻發出的聲音。研究人員推斷這資料對減少船隻碰撞到鯨的機會，或為了捕鯨而把鯨引上海面會有點用。

## 捕鯨業
露脊鯨之所以在英語中名為「Right whales」是因為捕鯨者認為牠們正是合適的捕獵對象。露脊鯨體重的40%是來自鯨油，它們相對密度較低。因此，不同於其他鯨，死了的露脊鯨會浮在水面。加上露脊鯨游泳速度較慢，牠們很容易被捕鯨人捕獲。

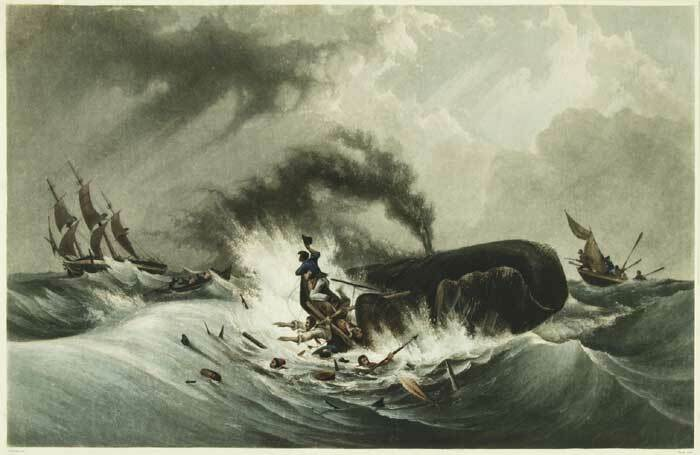
在小船中用魚叉捕鯨是極冒險的行為，尤其捕殺露脊鯨。

巴斯克人是最初獵殺露脊鯨的人。他們獵這種鯨比在11世紀於比斯開灣獵鯨還要容易。起初，人類獵鯨是為了得到鯨油，但因為肉食貯藏的科技進步了，鯨因而也被獵取其肉。由於數量日益減少，因此捕鯨人再到遠處捕鯨。他們於1530年到過了加拿大，於1602年到過了托多斯奧斯桑托斯灣（於巴西巴伊亞）。巴斯克的捕鯨行動在下100年達到了高峰，每年約有300－500頭露脊鯨被獵。獵殺的數量後來逐漸減少，並於1713年告終。
巴斯克人後來被美洲新大陸僑民取代。從南塔克特到紐約長島，在好年頭時美國人的收穫可達100頭露脊鯨。1750年，北大西洋露脊鯨被獵至差點滅絕，後美洲新大陸僑民於18世紀末遷至南大西洋。巴西南部的捕鯨中心於1796年設立於因比圖巴。之後的100年，美洲僑民分佈於南部及太平洋，美國人加入與歐洲國家和日本合成的船隊。20世紀初開始捕鯨業更工業化，並迅速增長。1937年，根據捕鯨人的記錄，他們前後在南大西洋捕獵了3.8萬頭露脊鯨，在南太平洋捕獵了3.9萬頭，在印度洋捕獵了1300頭，在北太平洋捕獵了1.5萬頭。不過這記錄並不完全，真實的數字比這數字還稍高一點。
1937年設立了一條全球通用關於捕露脊鯨的禁令，因為露脊鯨的數量即將耗盡。雖然一些違犯禁令的捕鯨行動仍在進行，但顯然這禁令極為成功。離開巴西海岸的非法捕鯨行為一直持續。前蘇聯在1950–1960年間至少3212頭南露脊鯨被非法獵殺。

## 族群與分佈
三種不同的露脊鯨分別棲息於地球上三個不同的地區：大西洋西北部、太平洋北部從日本到阿拉斯加一帶及整個南太平洋。露脊鯨只可生活在20－60度的中等溫度下，因此赤道地區的暖水阻止了北部和南部的露脊鯨混合。雖然南露脊鯨要橫越公海前往攝食區，但牠們並未被認為是遠洋動物。一般來說，牠們更喜歡留在半島、海灣和在大陸架上，因為這些地方是很好的躲避處，且有豐富的食物。
北大西洋露脊鯨大部分都是住在大西洋西北部的。春季、夏季和秋季時，牠們會離開加拿大和美國東北部的海岸，到紐約至新斯科舍一帶地區攝食，主要的攝食區為芬地灣和鱈魚灣。在冬季，牠們會往南遷至喬治亞州和佛羅里達州，開始繁殖。
數十年前，有幾個人到遠東觀測過——2003年，一些人在冰島附近進行觀測。他們發現這些地方仍有即將滅絕的露脊鯨，但舊的捕鯨記錄令這些鯨更喜歡留在這裡，而不是西方。可是，之後在挪威、愛爾蘭、西班牙、葡萄牙、加納利群島甚至西西里島再有數次定期的觀測行動，而至少在挪威的露脊鯨是來自西方的。
只有約200頭北太平洋露脊鯨倖存下來，其中，那兩個北露脊鯨物種是最瀕危的物種，是所有鯨中最瀕危的動物，也是全世界最瀕危的動物其中的兩種。因為族群的密度過低，兩個物種都預料在200年後會絕種。太平洋露脊鯨起初是在日本南部、白令海峽和美國北部海岸的。雖然這個物種像其他兩個物種一樣常會遷徙，但牠們的遷徙實際情況多年來都是不為人所知的。
南露脊鯨整個夏季都會留在南部近南極洲的地方攝食。在冬季，牠們會北遷繁殖，可於阿根廷、澳大利亚、巴西、智利、莫三比克、紐西蘭和南非等地的海岸看到牠們。對南露脊鯨的捕鯨行動終止後，估計牠們的數量每年增加約7%。似乎美洲南部、非洲南部和澳大拉西亞的族群很少有混雜的情況，因為母鯨極忠於其攝食及繁殖區。母鯨也把這種天性傳給了牠們的幼鯨。
在巴西，巴西露脊鯨計劃識別出超過300頭不同的露脊鯨來（用其特殊的硬皮識別）。

## 賞鯨

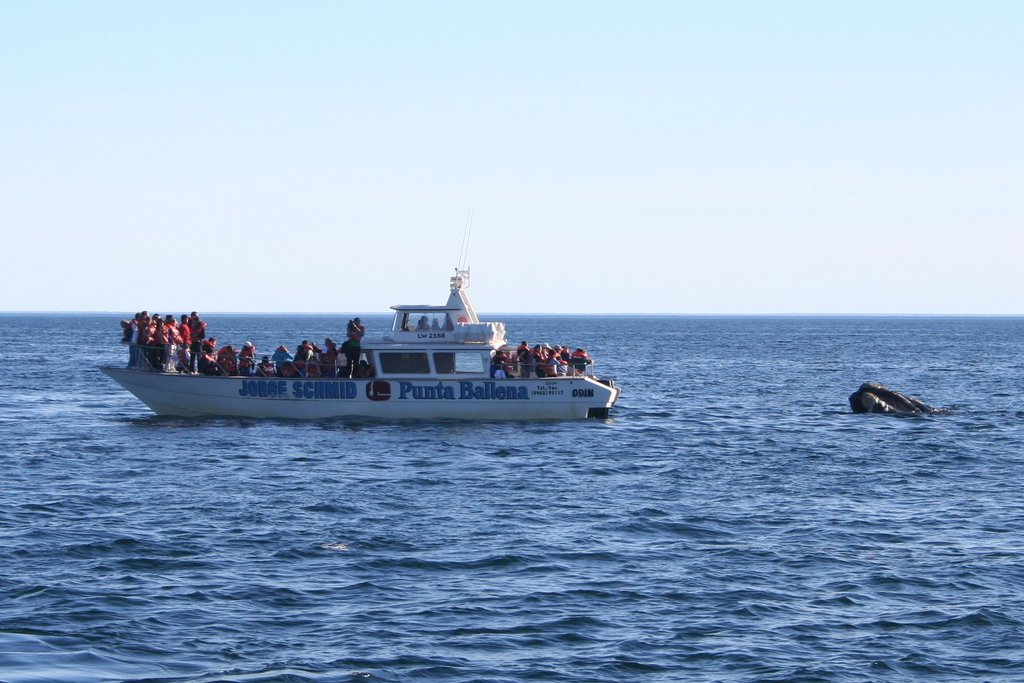
在巴塔哥尼亞近瓦爾德斯半島的一頭靠近賞鯨者的南露脊鯨

露脊鯨令南非賀曼紐斯成為有名的賞鯨地點。冬季月份的期間（7月－10月），南露脊鯨會到離海岸線極近的地方，遊客們可從附近的旅館中觀賞露脊鯨。那鎮雇了一個人去走遍那鎮，告訴人們哪兒可見到鯨。南露脊鯨亦可在其他冬季繁殖區被看見。
在巴西聖卡塔琳娜州的因比圖巴已被指定成為「國家露脊鯨首府」，並每逢9月就舉行一次一年一度的露脊鯨週的慶祝活動，這時人們有更多的機會看到母鯨和小鯨。巴西舊的捕鯨中心現在已改為露脊鯨歷史博物館。在阿根廷巴塔哥尼亞的瓦爾德斯半島在冬天時，鯨保育機構和海洋同盟會記錄世界上最大不同物種的繁殖族群，共計數量超於2000頭。

## 保護

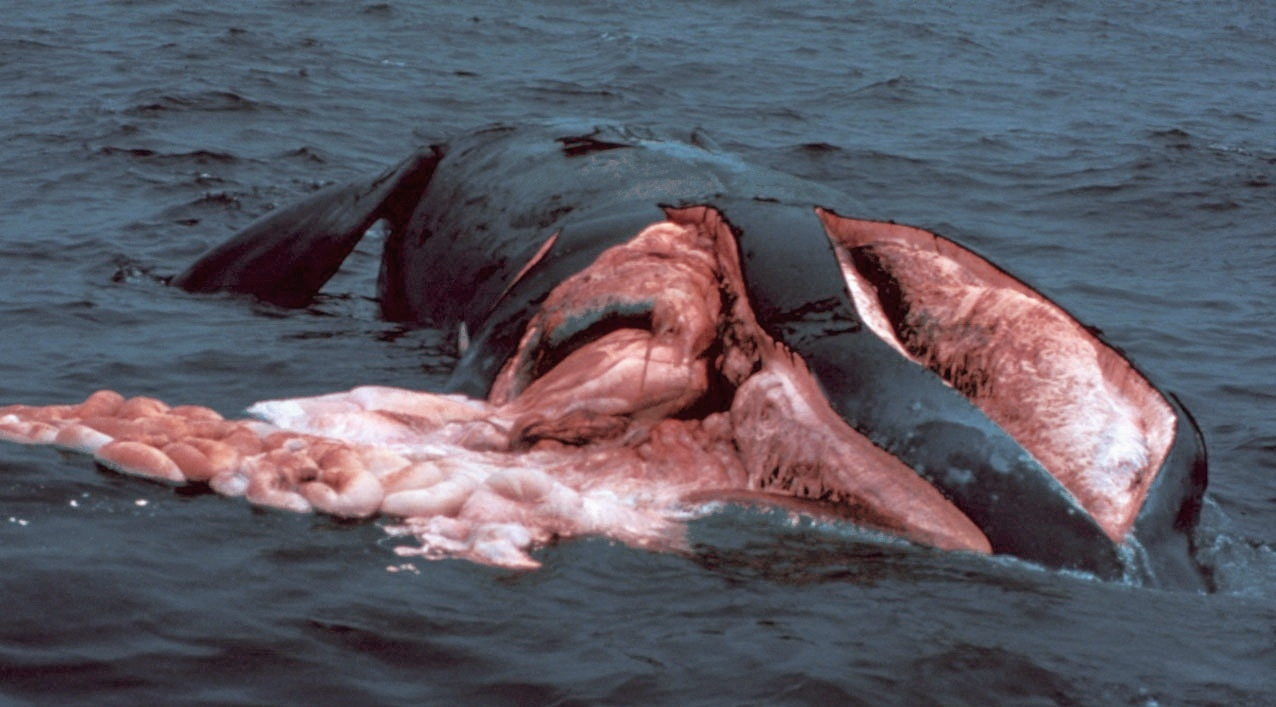
與一艘船的螺旋槳相撞後的北大西洋露脊鯨遺骸。

北大西洋露脊鯨死亡的主要原因是牠們遷徙時會遇上美國海岸以外的船隻繁忙路線，導致露脊鯨常與船隻相撞。在1970－1999年間至少有16次鯨與船相撞的記錄，而沒記錄的數字大概比這數字還要來得多。美國政府承認這樣會加快本來數量穩定而暫未絕種的露脊鯨滅絕的時間，並儘可能遏止牠們的數量繼續下降。美國國家海洋和大氣管理局於1997年推行「大西洋大型鯨豚補殺減量計畫」（Atlantic Large Whale Take Reduction Plan），其中一項重要的計劃是強制要求船隻報告錄得的鯨數量記錄。這規定於1999年7月實施。
由於此計劃有極正面的影響，因此主張環保的人士希望政府有再進一步的行動。他們要求在美國港口的船隻在40公里內有露脊鯨時，應保持不多於時速 22 千米的速度。由於美國政府擔心這樣做會過分影響貿易，因此並沒有實行此一措施。野生物保衛者、美國人道協會和美國海洋保護協會這些環境保護團體因此於2005年9月控告美國國家海洋漁業服務（美國國家海洋和大氣管理局附屬的代理機構）「保護瀕危的北大西洋露脊鯨失敗，而北大西洋露脊鯨被該機構承認是『所有大型鯨物種中最稀有的物種』，且據海洋哺乳動物保護法和瀕絕物種法，所有美國國家機構均需保護北大西洋露脊鯨」，並要求實施該措施，以保護之。北大西洋及北太平洋露脊鯨均被列為華盛頓公約中「因為其被商業貿易影響而瀕臨絕種的物種」（第一層級的附錄物種），並被世界自然保護聯盟瀕危物種紅色名錄列為「視保育情況而定」的生物，且在美國瀕絕物種法被列為瀕危物種。
第二個令北大西洋露脊鯨死亡的主要原因是漁船螺旋槳的糾纏。露脊鯨濾出浮游生物來進食時，會把嘴巴大大的張開，增加了其在水中被繩子或漁網纏著的風險。牠們通常會被繩子纏著其口部、鰭狀肢及尾部。牠們大部分都能逃脫，只造成一點創傷，但有一些卻被死死的纏著。牠們遇上這一類情況有小部分能逃脫，但其餘的大部分都不能逃脫，會在數月之內死去。
2006年6月，美國國家海洋和大氣管理局規定在鯨類繁殖季節時，船隻行駛時速不可超過18.5千米。據美國國家海洋和大氣管理局的資料顯示，從1970年開始，共錄得71頭露脊鯨死亡的記錄，其中有25頭死於與船相撞。

### 腳註
1. ↑  . Paleobiology Database.
2. ↑  J. E. Gray. . Proceedings of the Scientific Meetings of the Zoological Society of London. 1864: 195–248.
3. 1 2  Cooke, J.G. & Zerbini, A.N. . The IUCN Red List of Threatened Species 2018.
4. 1 2  Cooke, J.G. & Clapham, P.J. . The IUCN Red List of Threatened Species 2018.
5. 1 2  Cooke, J.G. . The IUCN Red List of Threatened Species 2020.
6. ↑  Kimura, T.; Narita, K. . Bulletin of the Gunma Museum of Natural History. 2007, 11: 15–27.
7. ↑  Bisconti M, Lambert O, Bosselaers M. (2017) Revision of “Balaena” belgica reveals a new right whale species, the possible ancestry of the northern right whale, Eubalaena glacialis, and the ages of divergence for the living right whale species. PeerJ 5:e3464 https://doi.org/10.7717/peerj.3464
8. ↑  Perrin, W.F. . World Cetacea Database. 2012  [2020-11-11]. （原始内容存档于2016-10-24）.
9. ↑  Rosenbaum, H. C.; Brownell Jr., R. L.; Schaeff, M. W.B.C.; Portway, V.; White, B. N.; Malik, S.; Pastene, L. A.; Patenaude, N. J.; Baker, C. S.; Goto, M.; Best, P.; Clapham, P. J.; Hamilton, P.; Moore, M.; Payne, R.; Rowntree, V.; Tynan, C. T.; Bannister, J. L.; Desalle, R. . Molecular Ecology. 2000, 9 (11): 1793–1802. PMID 11091315. doi:10.1046/j.1365-294x.2000.01066.x.
10. 1 2 3 4 5 6 7 8 9  Kenney, Robert D. . William F. Perrin, Bernd Wursig and J. G. M. Thewissen  (编). . Academic Press. 2002: 806–813. ISBN 978-0-12-551340-1.
11. ↑  J. Müller. . Zoologische Mededelingen. 1954, 32: 239–290.
12. ↑  Rice, Dale W. . 1998: 231pp.
13. ↑  Rosenbaum, H. C., R. L. Brownell Jr., M. W. Brown, C. Schaeff, V. Portway, B. N. White, S. Malik, L. A. Pastene, N. J. Patenaude, C. S. Baker, M. Goto, P. Best, P. J. Clapham, P. Hamilton, M. Moore, R. Payne, V. Rowntree, C. T. Tynan, J. L. Bannister and R. Desalle.  (PDF). Molecular Ecology. 2000, 9: 1793–1802. （原始内容 (PDF)存档于2007-06-15）.
14. ↑  Brownell, R. L. Jr., P.J. Clapham, T. Miyashita and T. Kasuya. . Journal of Cetacean Research and Management (Special Issue). 2001, 2: 269–286.
15. ↑  Kaliszewska, Z. A., J. Seger, S. G. Barco, R. Benegas, P. B. Best, M. W. Brown, R. L. Brownell Jr., A. Carribero, R. Harcourt, A. R. Knowlton, K. Marshalltilas, N. J. Patenaude, M. Rivarola, C. M. Schaeff, M. Sironi, W. A. Smith & T. K. Yamada. . Molecular Ecology. 2005, 14: 3439–3456.
16. 1 2  Ross, Alison.  "'Whale riders' reveal evolution." （页面存档备份，存于） BBC News (2005-09-20).
17. 1 2  .   [2007-05-08]. （原始内容存档于2011-05-17）.
18. ↑  Katona, S. K. and S. D. Kraus. . J. R. Twiss and R. R. Reeves  (编). . Smithsonian Press. 1999: 311–331.
19. ↑  Gaines, C., Hare, M., Beck, S., & Rosenbaum, H. (2005)[].  Nuclear markers confirm taxonomic status and relationships among highly endangered and closely related right whale species.  Proceedings of the Royal Society of London Series B, 272, 533-542.
20. 1 2  .   [2007-05-08]. （原始内容存档于2007-07-12）.
21. ↑  Tonnessen, J. N. and A. O. Johnsen. . United Kingdom: C. Hurst & Co. 1982. ISBN 978-0-905838-23-6.
22. ↑  Reeves, Randall R., Brent S. Stewart, Phillip J. Clapham and James. A Powell. . United States: Alfred A. Knopf, Inc. 2002. ISBN 978-0-375-41141-0.
23. ↑  A. R. Martin, F. J. Walker. . Marine Mammal Science. 1997-01, 13 (1): 139–140  [2022-11-02]. ISSN 0824-0469. doi:10.1111/j.1748-7692.1997.tb00617.x. （原始内容存档于2022-10-14） （英语）.
24. ↑  Karl-Otto Jacobsen, Marilyn Marx, Nils Oien. . Marine Mammal Science. 2004-01, 20 (1): 161–166  [2022-11-02]. ISSN 0824-0469. doi:10.1111/j.1748-7692.2004.tb01147.x. （原始内容存档于2022-10-15） （英语）.
25. ↑  海洋同盟網站 的存檔，存档日期2015-03-04.
26. ↑  Author not specified. . NOAA. 1997. （原始内容存档于2008-09-24）.
27. ↑  Author not specified. . BBC News. 2001. （原始内容存档于2011-09-19）.
28. ↑  The Southeast United States Right Whale Recovery Plan Implementation Team and the Northeast Implementation Team.  (PDF). Right Whale News vol. 12. no. 4. NOAA. 2005. （原始内容 (PDF)存档于2006-05-24）.

### 來源
- Collins Gem : Whales and Dolphins, ISBN 978-0-00-472273-3.
- Carwardine, Mark. Whales, Dolphins and Porpoises, ISBN 978-0-7513-2781-6.
- Congressional Research Service (CRS).Northern Right Whale

## 外部連結
- 维基共享资源上的相關多媒體資源：露脊鯨
- 維基物種上的相關：露脊鯨